# Patricia Kihoro
Patricia Wangechi Kihoro (nacida el 4 de enero de 1986) es una cantante, compositora, actriz, personalidad de radio y telerrealidad keniana. Saltó a la fama después de participar en la tercera temporada de Tusker Project Fame. En actuación, ha aparecido en varias producciones locales como la película de 2011, Miss Nobody, que le valió una nominación en los Premios Kalasha 2012 a la mejor actriz principal de cine. En televisión, ha sido elegida como protagonista en Groove Theory, un drama musical y como habitual en Demigods, Changes, Rush y Makutano Junction. Como presentadora de radio, ha trabajado con One FM y Homeboyz FM.

## Biografía
Kihoro, nacida en enero de 1986 y criada en la capital de Kenia, Nairobi, asistió a Shepherd's Junior Primary School y luego a la Moi Girls 'High School en Nairobi. Después de sus niveles O, se matriculó en la Universidad de Moi en la facultad de ciencias y psicología. Mientras estaba en la Universidad, optó por audicionar para la tercera temporada de Tusker Project Fame. 

## Carrera
En marzo de 2009, audicionó para el concurso de canto de telerrealidad Tusker Project Fame. En 2010 apareció en el video musical de la canción Ha-he de Just a Band, que se centró en el héroe Makmende. En 2011 interpretó a Pet Nanjala en la serie dramática Changes. El mismo año interpretó el papel protagónico en la película Miss Nobody que la llevó a ser nominada a los Kalasha Awards 2011 en la categoría "Actriz principal de cine". En el 2012, fue elegida como una de las protagonistas del drama musical Groove Theory. Interpretó a Biscuit, el interés amoroso de Zamm (interpretado por Kevin Maina), en una historia que giraba en torno a la vida de cinco estudiantes de la ficticia Universidad Victoria. 
En 2013 apareció en el programa de telerrealidad The Fattening Room, que la llevó a sus compañeros de reparto y a ella a explorar las costumbres y tradiciones de la gente Efik en el sudeste de Nigeria. En 2014, fue elegida como Nana, una editora de 28 años de la serie Rush, junto a Janet Mbugua, Wendy Kimani, Wendy Sankale y Maryanne Nundo.
En 2015, fue elegida como la hija de Maqbul Mohammed en la serie Makutano Junction. En 2018 interpretó el papel de Josephine, la nueva joven novia del padre de uno de los personajes principales, en la película Rafiki.

## Filmografía
| Año          | Título                                         | Personaje           | Notas                  |
| ------------ | ---------------------------------------------- | ------------------- | ---------------------- |
| 2009         | Tusker Project Fame                            | Ella misma          | Concursante; finalista |
| 2011         | Miss Nobody                                    | Juliette            | Cortometraje           |
| 2011         | Changes                                        | Petronilla Nanjala  |                        |
| 2011–13      | Demigods                                       | Mona                |                        |
| 2012         | Mali                                           | Ella misma          | 1 episodio             |
| 2012         | Out of Africa – A Safari Through Magical Kenya | Ella misma          | Reality show           |
| 2012–14      | Groove Theory                                  | Biscuit             | Serie regular          |
| 2013         | Homecoming                                     | Alina               | Cortometraje           |
| 2013         | Life in a Single Lane                          | Ella misma          |                        |
| 2013         | The Fattening Room                             | Ella misma          |                        |
| 2014         | There is Nothing to Do in Nairobi              | Patience Omondi     | Cortometraje           |
| 2014         | Rush                                           | Nana                |                        |
| 2015–present | Makutano Junction                              | – Mabuki            | Serie regular          |
| 2018         | Thomas and Friends Big World! Big Adventures!  | Nia (singing voice) | Película               |
| 2018         | Discoonnect                                    | Judy                | comedia romántica      |
| 2018         | Rafiki                                         | Josephine           | Película               |

## Premios y nominaciones
| Año  | Premiación      | Categoría                              | Trabajo nominado | Resultado | Ref.          |
| ---- | --------------- | -------------------------------------- | ---------------- | --------- | ------------- |
| 2012 | Premios Kalasha | Mejor actriz principal en una película | Miss Nobody      | Nominada  | [ 12 ] [ 13 ] |